# Akiyama Yoshifuru
Pour les articles homonymes, voir Akiyama.
Akiyama Yoshifuru est un nom japonais traditionnel ; le nom de famille (ou le nom d'école), Akiyama, précède donc le prénom (ou le nom d'artiste) Yoshifuru.
Akiyama Yoshifuru (秋山 好古), né le 9 février 1859 à Matsuyama (Iho) et mort le 4 novembre 1930 à Matsuyama (Ehime), est un général japonais de l'Armée impériale japonaise.

## Biographie
Attaché militaire, il arriva en France le 25 juillet 1887 pour y apprendre les techniques de cavalerie modernes à l'école spéciale militaire de Saint-Cyr. Là-bas, ses instructeurs (parmi lesquels Jacob Meckel) le prenaient régulièrement pour un Européen en raison de ses grands yeux et de sa peau anormalement pale pour un Japonais de l'époque. 

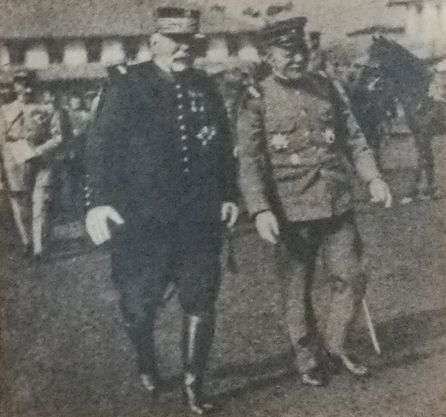
Akiyama Yoshifuru discutant avec le maréchal Joffre en 1922.

Il fut commandant de la Garde impériale du Japon du 15 février 1915 au 18 août 1916, de l'armée japonaise de Corée du 18 août 1916 au 6 août 1917, de l'inspection générale de l'entraînement militaire du 28 décembre 1920 au 17 mars 1923. Par la suite, il lui fut proposé d'être maréchal mais Yoshifuru refusa et préféra se mettre en réserve de l'armée pour se consacrer à des activités plus triviales dans sa ville natale, où il fut notamment proviseur d'un lycée d'avril 1924 à avril 1930. 

## Distinctions
- Ordre du Soleil levant, 1re classe
- Ordre du Trésor sacré, 2e classe
- Ordre du Milan d'or, 2e classe
- Grand officier de la Légion d'honneur
- Commandeur de l'ordre des Saints-Maurice-et-Lazare
- Ordre de l'Aigle rouge, 2e classe
- Ordre impérial et militaire de Saint-Georges, 2e classe
- Ordre de Sainte-Anne, 2e classe

## Médias

### Littérature
Dans un post sur son blog daté du 4 octobre 2010, le mangaka Hajime Isayama dit respecter Akiyama Yoshifuru et s'en être inspiré pour créer le personnage du commandant Dot Pixis dans L'Attaque des Titans.  Les points communs entre les deux sont en effet nombreux, tant au niveau du physique que de la personnalité (penchant pour les jolies jeunes femmes et la boisson, vivacité d'esprit etc.). Cependant, cette source d'inspiration et sa justification ne sont pas du goût de tous (surtout en Chine et en Corée, où les actions de Yoshifuru ont laissé un goût amer à la population), ce qui a valu à l'auteur de nombreuses menaces de mort. 

### Télévision
- Saka no Ue no Kumo (en), il est interprété par Hiroshi Abe.